# Phyllachora rhynchosporae
Phyllachora rhynchosporae är en svampart som beskrevs av Chardón 1929. Phyllachora rhynchosporae ingår i släktet Phyllachora och familjen Phyllachoraceae.   Inga underarter finns listade i Catalogue of Life.